# IC 5078
IC 5078 је спирална галаксија у сазвјежђу Јарац која се налази на листи објеката дубоког неба у Индекс каталогу.
Деклинација објекта је - 16° 49' 6" а ректасцензија 21h 2m 31,2s. Привидна величина (магнитуда) објекта IC 5078 износи 12,9 а фотографска магнитуда 13,6. Налази се на удаљености од 21,928 милиона парсека од Сунца. IC 5078 је још познат и под ознакама MCG -3-53-21, UGCA 419, IRAS 20597-1701, PGC 65960.